# Aeropuerto Internacional de Calivo
El Aeropuerto Internacional de Calivo (en aklanon: Paeuparang Pangkalibutan it Kalibo; en tagalo: Paliparang Internasyonal ng Kalibo)  (IATA: KLO, ICAO: RPVK) es un aeropuerto que sirve a la zona general de Calivo, la capital de la provincia de Aklan en las Filipinas, y es uno de los dos aeropuertos que sirven a Boracay, siendo el otro el Aeropuerto Godofredo P. Ramos en la ciudad de Malay. Es el aeropuerto de más rápido crecimiento en las Filipinas en términos de tráfico de pasajeros, con un crecimiento superior al 50% en 2010, y el segundo más rápido para asientos ofrecidos para junio de 2014 sobre el mismo mes del año anterior (20%). Se clasifica como un aeropuerto internacional por la Autoridad de Aviación Civil de Filipinas, un organismo del Departamento de Transportes y Comunicaciones responsable de las operaciones de todos los aeropuertos en Filipinas, excepto los principales aeropuertos internacionales.
El aeropuerto está situado a 3 km al este de la principal zona de Calivo y 68 km del puerto de Caticlán en Malay. El Aeropuerto Internacional de Calivo presta Servicios a destinos internacionales como Taipéi, Seúl-Incheon, Busan, Shanghái, Chengdu, Hong Kong, Singapur y Kuala Lumpur. Ofrece más destinos internacionales que destinos nacionales.